# 24: Jeszcze jeden dzień
24: Jeszcze jeden dzień (tytuł oryg.: 24: Live Another Day) – amerykański serial telewizyjny wyprodukowany przez Imagine Television, 20th Century Fox Television, Real Time Productions oraz Teakwood Lane Productions.
9 maja 2013 roku telewizja Fox zamówiła 12-odcinkową kontynuację serialu 24 godziny na sezon telewizyjny 2013/14. Twórcami serialu są Joel Surnowi Robert Cochran. 13 stycznia 2014 roku Fox potwierdziła datę premiery serialu, którą zaplanowano na 5 maja 2014 roku. Polska premiera odbyła się 10 maja 2014 roku na kanale Fox Polska.

## Fabuła
Akcja serialu dzieje się cztery lata po finale 8. sezonu serialu 24 godziny. Przebywający w Londynie Jack Bauer ucieka przed wymiarem sprawiedliwości. Zamierza uratować świat przed kolejnym atakiem terrorystycznym.

## Obsada
- Kiefer Sutherland jako Jack Bauer[4]
- Mary Lynn Rajskub jako Chloe O’Brian[5],
- Kim Raver jako Audrey Boudreau[6]
- William Devane jako James Heller, prezydent USA[6]
- Michael Wincott jako Adrian Cross, haker i lider ruchu wolności informacji[7]
- Gbenga Akinnagbe jako Erik Ritter, agent operacyjny CIA, który działa w terenie[8]
- Giles Matthey jako Jordan Reed, wybitny informatyk, specjalista od komputerów w CIA[8]
- Yvonne Strahovski jako Kate Morgan, agentka CIA pracująca w Londynie[9]
- Benjamin Bratt jako Steve Navarro, szef operacyjny CIA, który stara się namierzyć Jacka Bauera w Londynie[10],
- Tate Donovan jako Mark Boudreau, szef sztabu prezydenta USA, który jest mężem Audrey Raines[11]

## Role drugoplanowe i gościnne
- Stephen Fry jako Trevor Davies, premier Wielkiej Brytanii, który przyjaźni się Jamesem Hellerem, prezydentem USA[12]
- Colin Salmon jako Coburn, generał[13]
- Michelle Fairley jako Margot Al-Harazi, wdowa po znanym terroryście, która przejmuje prowadzeniem działalności terrorystycznej po swoim mężu[14]
- John Boyega jako Chris Tanner, technik komputerowy, który lata dronami dla wojska[15]
- Duncan Pow jako Greg Donovan, kapitan
- Joseph Millson jako Derek Yates, brytyjski haker
- Charles Furness jako Pete
- Ross McCall jako Ron Clark, asystent Marka Boudreau’a[16]
- Mandeep Dhillon jako Chell
- Branko Tomović jako Belcheck
- Tamer Hassan jako Aron Bashir/Basher
- Emily Berrington jako Simone Al-Harazi
- Liam Garrigan jako Ian Al-Harazi
- Sacha Dhawan jako Naveed,
- Miranda Raison jako Caroline Fowlds

## Odcinki
| Nr | Tytuł                          | Polski tytuł  | Reżyseria     | Scenariusz                                       | Premiera Fox    | Premiera Fox Polska |
| -- | ------------------------------ | ------------- | ------------- | ------------------------------------------------ | --------------- | ------------------- |
| 1  | Day 9: 11:00 a.m. – 12:00 p.m. | 11:00 – 12:00 | Jon Cassar    | Evan Katz, Manny Coto                            | 5 maja 2014     | 10 maja 2014        |
| 2  | Day 9: 12:00 p.m. – 1:00 p.m   | 12:00 – 13:00 | Jon Cassar    | Robert Cochran, David Fury                       | 5 maja 2014     | 10 maja 2014        |
| 3  | Day 9: 1:00 p.m. – 2:00 p.m.   | 13:00 – 14:00 | Adam Kane     | Sang Kyu Kim, Patrick Somerville                 | 12 maja 2014    | 17 maja 2014        |
| 4  | Day 9: 2:00 p.m. – 3:00 p.m.   | 14:00 – 15:00 | Adam Kane     | Patrick Harbinson                                | 19 maja 2014    | 24 maja 2014        |
| 5  | Day 9: 3:00 p.m. – 4:00 p.m.   | 15:00 – 16:00 | Omar Madha    | Patrick Somerville Sang Kyu Kim                  | 26 maja 2014    | 31 maja 2014        |
| 6  | Day 9: 4:00 p.m. – 5:00 p.m.   | 16:00 – 17:00 | Omar Madha    | David Fury                                       | 2 czerwca 2014  | 7 czerwca 2014      |
| 7  | Day 9: 5:00 p.m. – 6:00 p.m.   | 17:00 – 18:00 | Jon Cassar    | Tony Basgallop                                   | 9 czerwca 2014  | 14 czerwca 2014     |
| 8  | Day 9: 6:00 p.m. – 7:00 p.m.   | 18:00 – 19:00 | Jon Cassar    | Robert Cochran                                   | 16 czerwca 2014 | 21 czerwca 2014     |
| 9  | Day 9: 7:00 p.m. – 8:00 p.m.   | 19:00 – 20:00 | Milan Cheylov | Tony Basgallop Sang Kyu Kim Evan Katz Manny Coto | 23 czerwca 2014 | 28 czerwca 2014     |
| 10 | Day 9: 8:00 p.m. – 9:00 p.m.   | 20:00 – 21:00 | Milan Cheylov | Adam DaSilva Robert Cochran Manny Coto Evan Katz | 30 czerwca 2014 | 5 lipca 2014        |
| 11 | Day 9: 9:00 p.m. – 10:00 p.m.  | 21:00 – 22:00 | Jon Cassar    |                                                  | 7 lipca 2014    | 12 lipca 2014       |
| 12 | Day 9: 10:00 p.m. – 11:00 a.m. | 22:00 – 11:00 | Jon Cassar    |                                                  | 14 lipca 2014   | 19 lipca 2014       |